# 同心树
同心树，是树上又生树的树木，形成原因是由于树龄老化，形成空洞，恰有种子掉入洞内，从树洞中长出了新树，湖南省炎陵县湘山公园内出现此景。
同心树也是中国传统民间故事中的一种植物。人们将它比喻爱情中情侣、生活中夫妻的树木，是对美好爱情的向往、渴望与祝福。它象征着两个相爱的人永不变心，永结同心。有時候，同心樹也會被引伸比喻為不同族群之間的和平共存。同心樹也可製作成装饰品，中国古时首饰如髮簪中常有出现，被视为定情信物。今天很多新人在临近结婚之前会共同种下同心树，为自己的婚姻许下祝福。

## 注腳
1. ↑  .   [2014年7月9日]. （原始内容存档于2014年7月14日）.
2. ↑  .   [2014-07-16]. （原始内容存档于2019-09-14）.
3. ↑  .   [2014-07-09]. （原始内容存档于2014-07-14）.